# 유성 치 마찰음
유성 치 마찰음(有聲齒摩擦音)은 자음의 하나로 이에서 조음되는 유성 마찰음이다.

## 발음의 예
- 아랍어: ذ에서 이 소리가 난다.
- 영어: this의 th에서 이 소리가 난다.
- 현대 그리스어: δ에서 이 소리가 난다.
- 피지어: c에서 이 소리가 난다.
- 아이슬란드어: ð에서 이 소리가 난다.
- 투르크멘어: z에서 이 소리가 난다.
- 웨일스어: dd에서 이 소리가 난다.
- 알바니아어: dh에서 이 소리가 난다.
- 키쿠유어: th에서 이 소리가 난다.
- 서부 크리어: 크리 음절 문자 표기에서 ᖧ, ᖨ, ᖪ,ᖬ, ᖩ, ᖫ, ᖭ의 첫소리와 ‡, 라틴 문자 표기의 th에서 이 소리가 난다.